# Satanic Art
Satanic Art är en EP av det norska black metal-bandet Dødheimsgard, utgivet 1998 av skivbolaget Moonfog Productions.

## Låtlista
1. "Oneiroscope" (instrumental) – 1:31
2. "Traces of Reality" – 7:07
3. "Symptom" – 2:31
4. "The Paramount Empire" – 3:10
5. "Wrapped in Plastic"(instrumental) – 1:40

- Alla texter av Aldrahn, musik av Vicotnik.

## Medverkande
Musiker (Dødheimsgard-medlemmar)
- Mr. Always Safe and Sound (Bjørn Dencker Gjerde aka Aldrahn) – gitarr, sång
- Mr. Fantastic Deceptionist (Yusaf Parvez aka Vicotnik) – gitarr, sång
- Mr. Dead Meat Smelly Feet (aka Cerberus) – basgitarr
- Mr. Nebulous Secrets (Ole Jørgen Moe aka Apollyon) – trummor
- Mr. Dingy Sweet Talker Women Stalker (Svein Erik Hatlevik aka Zweizz) – keyboard, piano
- Mr. Anti Evolution Human Deviation (Thomas Rune Andersen Orre aka Galder) – gitarr

Produktion
- Dødheimsgard – producent
- Bjørn Boge – ljudtekniker, ljudmix
- Bjørn Werner – ljudmix
- Garm (Kristoffer Rygg) – mastring
- Tom Kvålsvoll – mastring
- Vicotnik – omslagsdesign